# AEW World Championship
Die AEW World Championship ist ein Championtitel der US-amerikanischen Wrestling-Promotion All Elite Wrestling. Eingeführt am 25. Mai 2019, von Bret Hart, wird der Titel nur an männliche Einzelwrestler des AEW-Rosters vergeben. Wie im Wrestling allgemein üblich erfolgt die Vergabe nach einer zuvor bestimmten Storyline.

## Geschichte

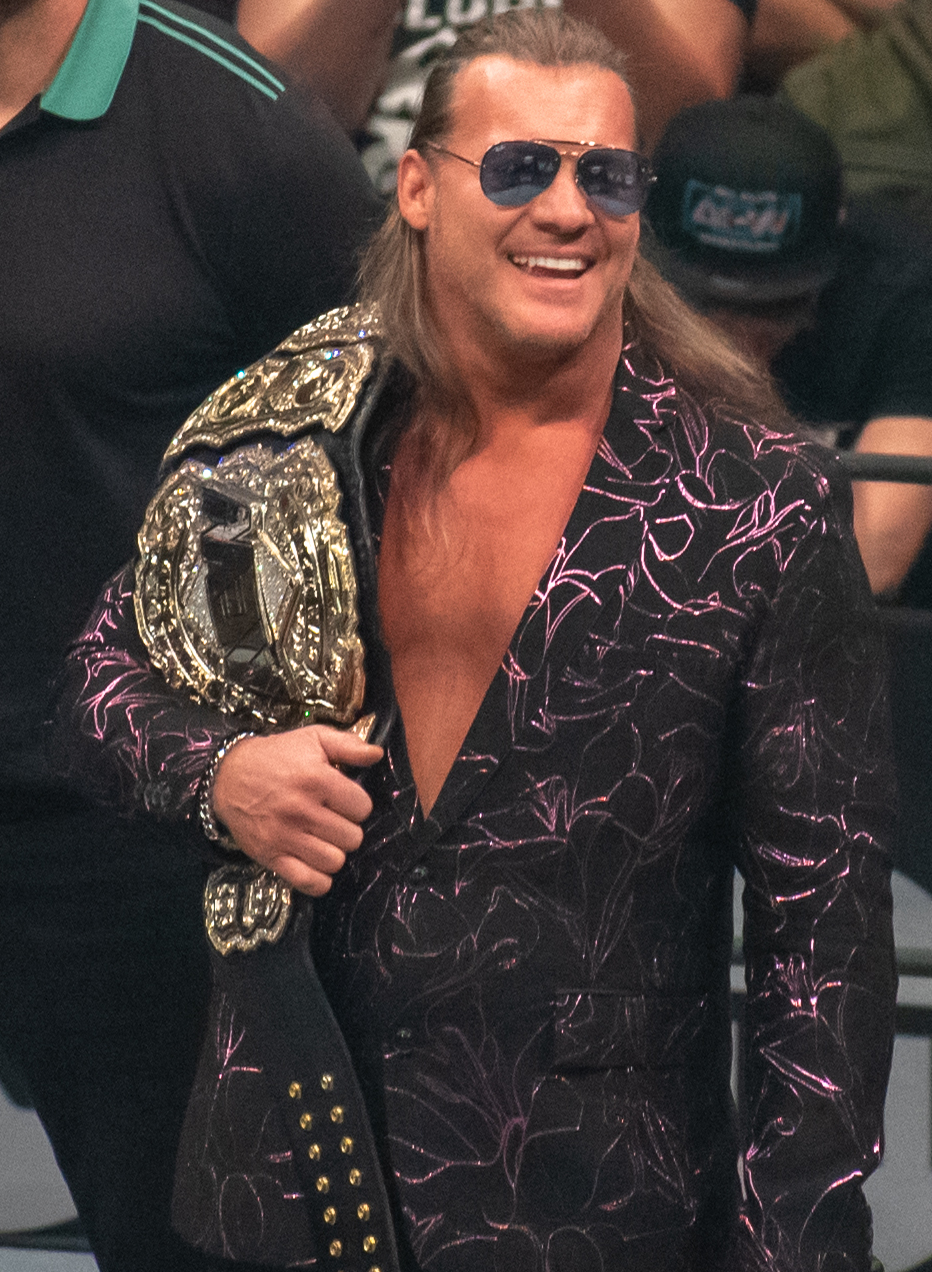
Erster Titelträger: Chris Jericho mit dem AEW World Champion Gürtel

Beim ersten AEW Pay-Per-View Double or Nothing am 25. Mai 2019 wurden die Herausforderer um die neue AEW World Championship ermittelt: Der Gewinner der Casino Battle Royale sowie der Gewinner des Main Events. Die Battle Royale wurde von Adam Page gewonnen, während Chris Jericho Kenny Omega im Main Event besiegte. Beim gleichen Event enthüllte Bret Hart den Titelgürtel.
Das Titelmatch wurde für All Out am 31. August angesetzt. Chris Jericho besiegte Adam Page und gewann als erster Wrestler den neu eingeführten Titel. Am folgenden Tag berichtete die Polizei von Tallahassee, dass der Titelgürtel aus Jerichos Limousine gestohlen wurde. Danach leitete Jericho eine „weltweite Suche“ auf seinem Instagram-Account und auf allen Social-Media-Accounts von AEW ein. Am 4. September wurde der Gürtel gefunden.
Der Titel ging nach 182 Tagen an Jon Moxley, der damit der zweite Titelträger wurde. Kenny Omega, dritter Titelträger, hielt den Titel fast ein ganzes Jahr.
Am 29. Mai 2022 gewann CM Punk nach seinem Rückkehr in den Ring bei AEW Double or Nothing den Titel von Adam Page. Er verletzte sich kurz darauf und sollte für mehrere Wochen ausfallen. Statt den Titel für vakant zu erklären, entschied AEW einen Interim-Championship auszuloben, die Jon Moxley gegen Hiroshi Tanahashi gewann. Am 24. August 2022 bei AEW Dynamite trat CM Punk überraschend gegen Jon Moxley an. In einem sogenannten Squash-Match musste er sich in drei Minuten gegen Moxley geschlagen geben, der damit zum zweiten Mal Champion wurde und Interim- und regulären Titel vereinigte. Knapp zwei Wochen darauf gewann Punk bei All Out am 4. September 2022 den Titel wieder zurück. Im Anschluss an All Out kam es zu einem Eklat um CM Punk, dem daraufhin der Titel aberkannt wurde. In einem Turnier um den vakanten Titel gewann Moxley im Finale am 21. September gegen Bryan Danielson und wurde zum dritten Mal AEW World Champion.
Am 19. November 2022 verlor Moxley seinen Titel bei Full Gear an Maxwell Jacob Friedman (MJF). Die Regentschaft von MJF mit 406 Tagen wurde zur bislang längsten. Am 30. Dezember 2023 verlor er den Titel an Samoa Joe, der zum ersten Mal seit 2008 einen World Title gewann. Am 21. April verlor er den Titel an Swerve Strickland, womit erstmals ein Afroamerikaner AEW World Champion wurde.

## Aussehen
Der Titel wurde von Dave Millican erstellt. Das Design ist dem Mid-South North American Heavyweight Championship nachempfunden. Er besteht aus fünf Platten auf einem schwarzen Ledergürtel. Die größere Center-Platte trägt das AEW-Logo und die Worte „World Champion“ oben beziehungsweise darunter. Die beiden kleineren Platten links und rechts tragen ebenfalls das AEW-Logo, die beiden äußeren ebenfalls. Bei den beiden Inneren sind Wrestling-Moves angedeutet.

## Liste der Titelträger
| #  | Titelträger                  | Nr. | Tage | Datum               | Ort                 | Veranstaltung              | Anmerkung |
| -- | ---------------------------- | --- | ---- | ------------------- | ------------------- | -------------------------- | --- |
| 1  | Chris Jericho                | 1   | 182  | 31. August 2019     | Hoffman Estates, IL | All Out                    | Besiegte Adam Page um den neu eingeführten Titel zu gewinnen. |
| 2  | Jon Moxley                   | 1   | 277  | 29. Februar 2020    | Chicago, IL         | Revolution                 | |
| 3  | Kenny Omega                  | 1   | 346  | 2. Dezember 2020    | Jacksonville, FL    | Dynamite: Winter Is Coming | |
| 4  | „Hangman“ Adam Page          | 1   | 197  | 13. November 2021   | Minneapolis, MN     | Full Gear 2021             | |
| 5  | CM Punk                      | 1   | 87   | 29. Mai 2022        | Las Vegas, NV       | AEW Double or Nothing      | |
| –  | Jon Moxley (interim)         | (2) | 59   | 026. Juni 2022      | Chicago, IL         | AEW x NJPW: Forbidden Door | CM Punk musste den Titel aufgrund einer Verletzung aufgeben, weshalb man einen Interims-Champion ermittelte. Dies geschah unter anderem in Form einer Battle Royal bei Dynamite, welche Kyle O‘Reilly für sich entscheiden konnte. Dieser traf am selben Abend auf Moxley, welcher zu diesem Zeitpunkt Nummer-eins-Herausforderer für die World Championship war. Moxley gewann das Match gegen O’Reilly und besiegte bei Forbidden Door Hiroshi Tanahashi. |
| 6  | Jon Moxley                   | 2   | 11   | 24. August 2022     | Cleveland, OH       | AEW Dynamite               | Moxley besiegte CM Punk innerhalb von 3:08 Minuten und vereinigte seine Interim-Championship mit der offiziellen World-Championship. |
| 7  | CM Punk                      | 2   | 3    | 4. September 2022   | Chicago, IL         | AEW All Out 2022           | |
| –  | Titel vakant                 | -   | 14   | 07. September 2022  | Buffalo, NY         | AEW Dynamite               | Die AEW-World-Championship wurde nach einer physischen Auseinandersetzung hinter den Kulissen nach All Out zwischen dem amtierenden Champion CM Punk, sowie Kenny Omega und den Young Bucks vakantiert. (siehe: CM Punk: Eklat nach All Out) In einem Turnier wurde der neue Champion ermittelt. |
| 8  | Jon Moxley                   | 3   | 59   | 021. September 2022 | New York City, NY   | AEW Dynamite Grand Slam    | Jon Moxley gewann das Turnierfinale gegen Bryan Danielson. |
| 9  | Maxwell Jacob Friedman „MJF“ | 1   | 406  | 019. November 2022  | Newark, NJ          | AEW Full Gear              | MJF gewann mit Hilfe von Moxleys Manager William Regal. Die Regentschaft von MJF dauerte 406 Tage, es war die bis dahin längste der Titelgeschichte. |
| 10 | Samoa Joe                    | 1   | 113  | 030. Dezember 2023  | Long Island, NY     | AEW World‘s End            | |
| 11 | Swerve Strickland            | 1   | 126  | 021. April 2024     | St. Louis, MO       | AEW Dynasty                | Erster afroamerikanischer Champion von AEW. |
| 12 | Bryan Danielson              | 1   | 48   | 025. August 2024    | London, England     | AEW All In 2024            | Dies war ein Title vs Career-Match. |
| 13 | Jon Moxley                   | 4   | 273  | 012. Oktober 2024   | Tacoma, WA          | AEW WrestleDream 2024      | Durch die Niederlage in diesem Match beendete Bryan Danielson seine Karriere als „Full-Time-Wrestler“. |
| 14 | „Hangman“ Adam Page          | 2   | 019+ | 012. Juli 2025      | Arlington, TX       | AEW All In Texas 2025      | Dies war ein Texas Death-Match. |

## Statistiken

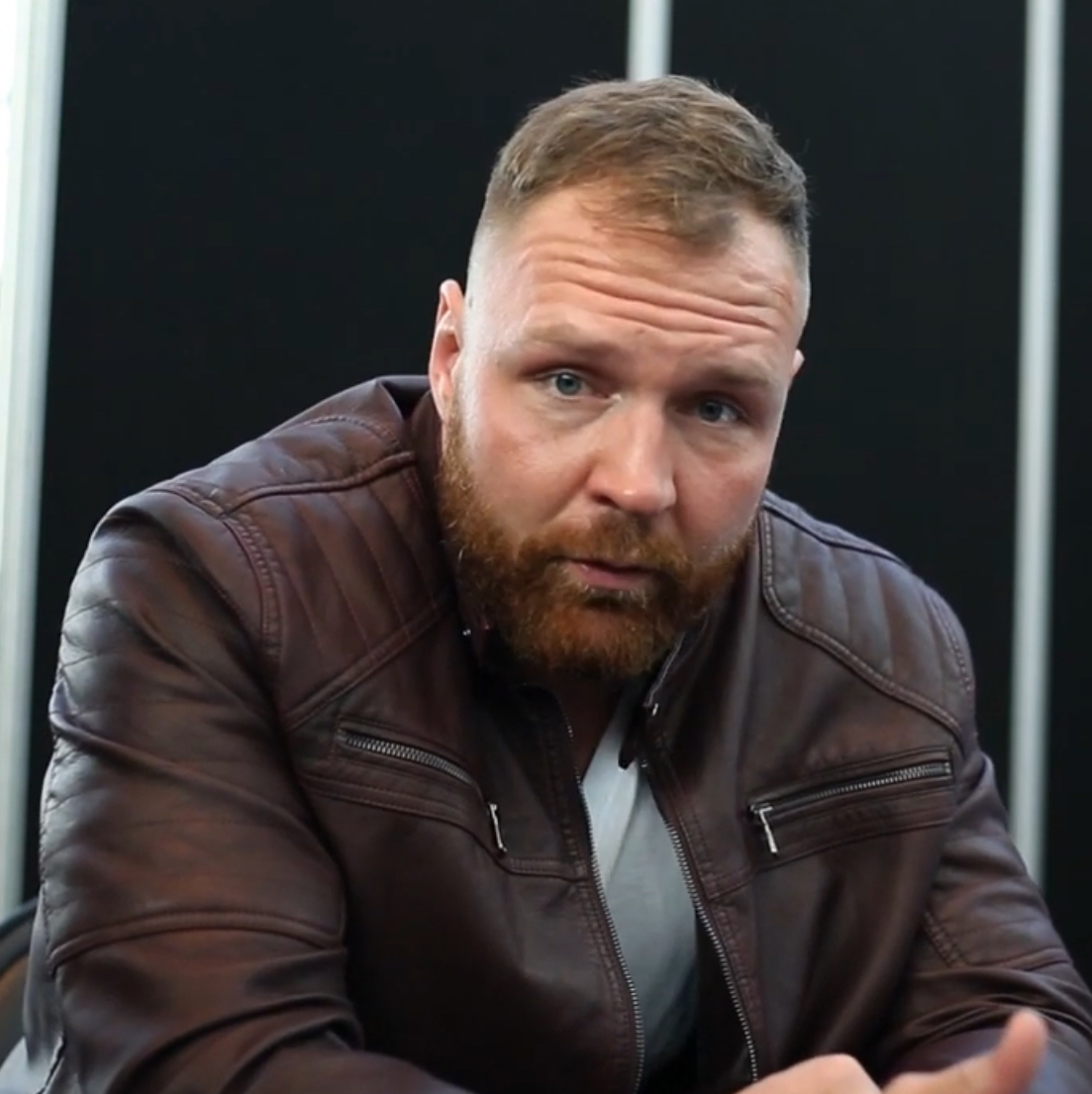
Mit vier Regentschaften Rekordhalter: Jon Moxley (2019)

| Platz | Name                         | Anzahl | Verteidigungen                    | Tage insgesamt              |
| ----- | ---------------------------- | ------ | --------------------------------- | --------------------------- |
| 1     | Jon Moxley                   | 4      | 23 (5 davon als Interim-Champion) | 679 (59 Tage davon interim) |
| 2     | Maxwell Jacob Friedman „MJF“ | 1      | 10                                | 406                         |
| 3     | Kenny Omega                  | 1      | 6                                 | 346                         |
| 4     | „Hangman“ Adam Page          | 2      | 7                                 | 0216+                       |
| 5     | Chris Jericho                | 1      | 3                                 | 182                         |
| 6     | Swerve Strickland            | 1      | 4                                 | 126                         |
| 7     | Samoa Joe                    | 1      | 3                                 | 113                         |
| 8     | CM Punk                      | 2      | 0                                 | 90                          |
| 9     | Bryan Danielson              | 1      | 2                                 | 48                          |